# Társadalmi szerződés
A társadalmi szerződés mint filozófiai fogalom azzal a társadalomfilozófiai problémával áll kapcsolatban, amely a politikai hatalom jogszerűségére kérdez rá. Milyen feltételek mellett tekinthető egy állam legitimnek? Milyen jogosítványai és kötelességei vannak az állampolgárnak a hatalommal szemben? Milyen jogokat gyakorolhat a hatalom az állampolgárok fölött? A szerződéselméletek ezekre a kérdésekre kínálnak választ, s alapjuk az a gondolat, hogy egy államhatalom csak az állampolgárok akaratlagos megállapodása (szerződése) révén tekinthető legitimnek, mely megállapodás az állampolgárok racionális döntéshozatalának eredménye.
A társadalmi szerződés a felvilágosodás államelméletében a nép és a hatalmon lévők (uralkodó, kormányzat stb.), általában demokratikus alkotmányban rögzített megállapodása. Az emberek veleszületett jogaik egy részéről lemondanak a közösség, az állam javára, de joguk van az állam irányítóinak ellenőrzésére közvetett (Montesquieu) vagy közvetlen
módon (Rousseau). Ha vezetőik visszaélnek a rájuk ruházott hatalommal, jogukban áll, sőt kötelességük felbontani ezt az elméleti megállapodást, és új vezetőket választani.

## Áttekintés
Peter McCormick nyomán a szerződéselméleti paradigma az alábbi szillogizmusban foglalható össze:
(a) Egy ember csak annak köteles engedelmeskedni, amibe (saját szabadon meghozott) döntése révén beleegyezett;
(b) ez az ember beleegyezett;
(c) ennél fogva ez az ember köteles engedelmeskedni.
A szerződéselméletekben kifejeződésre jut az a gondolat, miszerint a törvényesség, a politikai hatalom és a politikai kötelezettségek a kormányzatot (vagy néha a társadalmat) alkotó egyének beleegyezéséből vezethető le. Ezek szerint a törvényesség és engedelmesség megállapodáson, egyéni beleegyezésen, vagy önkéntes beleegyezések láncolatán alapul. A 17. századtól kezdődően ez a gondolat meghatározó volt a politikai filozófiában.
Az ekkor kibontakozó klasszikus szerződéselméletek egyik sokat említett közös (de nem általános) jellemzője, hogy a gondolatmenet kiindulópontja az emberi együttélés korai (prepolitikai) stádiumának, a természeti állapotnak leírása. A természeti állapot nem egy valós történelmi helyzetet jelent, hanem arra az állapotra vonatkozik, amely megelőzi a társadalmi szerződéskötést. A természeti állapot tehát az emberek együttélésének az a stádiuma, amikor még semmilyen hatalom nem rendelkezik felettük, nem alkotnak társadalmat. Ám az együttélés bizonyos jellemzői arra kényszerítik az embereket, hogy egy szerződésben egyesüljenek, s közös döntéssel létrehozzák az államhatalmat. A természeti állapot fogalma leginkább egy gondolatkísérlethez hasonlítható, amely az emberi együttélésnek azt a helyzetét próbálja modellezni, amelyben az emberek kormányzat nélkül élnek. Jellemző, hogy ezekben a feltételezett, állam-előtti közösségekben élő embereket a jogszerű kormányzat és állam hiánya miatt konfliktusok végül a természeti állapot megszüntetésére késztetik.
A társadalmi szerződés vagy eredeti szerződés kifejezés gyakran a szerződés két különböző típusára utal, mindkettő igen elterjedt volt a 17. században. A kifejezés egyik értelmében a társadalmi szerződés (Gesellschaftsvertrag, vagy pacte d’association) az állam megalapítására vonatkozik, azt fejezi ki, hogy a „természeti állapotban” élő egyének csoportja megegyezést kötve létrehozza az államhatalmat önmaga fölött. A társadalmi szerződés másik formája (Herrschaftsvertrag vagy Unterwerfungsvertrag, avagy pacte de gouvernement), már egy eleve létező államot feltételez, és célja, hogy meghatározza azokat az elveket, amelyek alapján a kormányzatnak működnie kell. Eszerint az állam polgárai szerződésre léptek vezetőikkel, s ez a szerződés kötelezi az állampolgárokat engedelmességre, a kormányzatot pedig az állampolgárok megvédésére és helyes kormányzásra. Amíg a kormányzat tartja magát ehhez a megállapodáshoz, addig az állampolgároknak is így kell tenniük, de amint a kormányzat megszegi a szerződést, az állampolgári kötelezettségek is megszűnnek.
A szerződéselméletek történetében először a társadalmi szerződés utóbbi formája volt meghatározó, míg a valamivel spekulatívabbnak tartott első értelmezés csak később jutott fontos szerephez.

## Klasszikus szerződéselméletek

### Thomas Hobbes (1588–1679)
„...Nehéz sértetlenül elhaladni azoknak tömör sorfala közt, akik az egyik oldalon túl sok szabadságot, a másikon viszont túl sok autoritást követelnek. Ám úgy gondolom, a világi hatalomnak nem volna szabad elítélnie az önnön hatalmának alátámasztására irányuló törekvéseket, s a magánszemélyeknek se volna szabad rossz néven venniök őket” írja Thomas Hobbes Francis Godolphinnak szóló ajánlásában az 1651-ben megjelent Leviatán, avagy az egyházi és világi állam anyaga, formája és hatalma című művének első oldalain. A klasszikus szerződéselméletek kapcsán alapműnek számító műben Hobbes többek közt arra igyekszik választ adni, mi az, amit a természeti állapot abszolút emberi szabadságból fel kell adnunk egy biztonságosabb, hatékonyabb polgári állapot érdekében. A társadalomfilozófiában ma is kitüntetett szerepe van ennek a műnek, mert az első olyan szisztematikus államelméletként tartják számon, amely valamennyi, a politikai hatalomhoz kapcsolódó legfontosabb kérdést tárgyalja.
A hobbesi természeti állapotot a „mindenki harca mindenkivel” elve jellemzi, így a természeti állapot egyet jelent egyfajta hadiállapottal. Felfogása szerint az emberi motivációk legfontosabbika nem más, mint a hatalomvágy. Ebből, valamint a jogi szankciók hiányából fakad a természeti állapotban az emberi együttélést megkeserítő folyamatos háborúskodás, melynek alapja a versengés, bizalmatlanság és dicsvágy. „Következésképpen mindaz, ami a háborús időkre érvényes, amikor minden ember mindenkinek ellensége, ugyanaz érvényes arra az időre is, amikor csak annyi biztonságunk van, amennyit saját erőnk és találékonyságunk nyújt nekünk”. A cselekedeteinket felülvizsgáló jogrendszer nélküli világban az ember abszolút szabadsága valójában látszólagos: tetteinknek – mi több az életben maradásnak – állandó akadályát jelenti a többi ember.
Az ilyen emberi együttélés alaptörvénye az élethez való jog, amely azt jelenti, hogy az ember bármely eszközt megragadhat, mely belátása szerint az életben maradását biztosítja. Hobbesnál a természeti törvény csak önmagunkkal szemben ír elő kötelességet: megtiltja, hogy olyasmit tegyünk, ami életben maradásunkat veszélyezteti.
Ugyanakkor a versengés, bizalmatlanság és dicsvágy mellett legalább annyira jellemzi a természeti állapotban élő embert a béke és biztonság iránti vágy is. „Az értelem pedig a béke előnyös alapelveit sugallja, melynek jóvoltából egyetértésre juthatunk egymással” – írja Hobbes, azaz a hatalom- és békevágy közül az utóbbi kerekedik felül, s ez, valamint a kormányzó és szankcionáló hatalom szükségszerűségének – mint a béke egyetlen lehetséges garanciájának – felismerése kezdeményezi a természeti állapotból a társadalmi együttéléshez vezető átmenetet.
Hobbes számára a természeti állapot elhagyása, a hadiállapot megszüntetése és így a polgári társadalom létrehozása csak a hatalom maximalizálása és egy abszolutista politikai hatalom révén lehetséges.
Hobbes államában a hatalmat birtokló szuverén nem szerződő fél: bár maga csak a társadalmi szerződés révén születik meg, melynek során a közösség tagjai felhatalmazzák a képviselet és a kormányzat jogával, legfőbb feladata, hogy a megállapodás betartását felügyelje, a szerződés célját és értelmét, az így születő társadalmi békét védelmezze. Ebből az a meglepő következtetés adódik, hogy a szuverén soha nem válhat szerződésszegővé, hiszen nem is kötött szerződést. Továbbá, mint a törvények alkotója soha nem lehet igazságtalan sem. Mert az igazság nem más, mint a szerződés betartása: „Hogyha megállapodás jött létre, annak megszegése igazságtalan, s az igazságtalanság definíciója nem más, mint a megállapodás be nem tartása”. Ennek értelmében nincs magasabb rendű, transzcendentális igazságfogalom, mert azt nem olyan homályos, objektiválhatatlan és egyéni interpretációktól függő fogalmakból vezetjük le, mint „morál”, „rossz” és „jó”. A törvényhozó tehát soha nem lehet igazságtalan, legfeljebb méltánytalanságot követhet el. Nem kötött szerződést alattvalóival, elszámolással csak Istennek tartozik. Az ő feladata, hogy megítélje, melyek a béke fenntartásának legfontosabb eszközei, és ezen funkció betöltése az, ami a szuverén abszolút, osztatlan hatalmát legitimálja.
A fenti elv a magyarázata annak, hogy Hobbes szerint az uralkodó parancsa felülírja az erkölcsi szabályokat, mentesít az íratlan morális törvények megszegésének bűntette alól. A lelkiismereti- vélemény és vallásszabadság is mint veszélyforrás jelenik meg, mint amik lázadáshoz, a társadalmi béke felbomlásához vezethetnek. A biztonságért, a társadalmi együttélés kiszámíthatóságáért cserébe fel kell adni a vélemények versenyét a kormányzatban: csak egy legitim „vélemény” lehetséges – a törvény. Ezzel szemben egyetlen más hit vagy meggyőződés sem követelhet magának jogot a kormányzatban. A vélemények és hitek diverzitása legfeljebb in foro externo lehetséges, a kormányzat szintjén a pluralitás megengedhetetlen, mert veszélyezteti a békét. Ez magyarázza a közösséget megszemélyesítő szuverén jogát a cenzúra alkalmazásárara, hiszen az ő feladata, hogy eldöntse, „mely nézetek és tanítások károsak a békére, és melyek szolgálják azt”
Hobbes szerint a megszemélyesített társadalmi hatalom célja az alattvalók védelme, s ez az, ami a közösséget engedelmességre kötelezi. Ha az uralkodó nem képes a védelem biztosítására, a szerződés érvényét veszti: „Az alattvalónak az uralkodóval szembeni kötelessége értelem szerint csak addig áll fenn, és nem tovább, ameddig az uralkodó a maga hatalmával alattvalóit megvédeni képes”
A Leviatán államában nincs különvélemény, pontosabban egyetlen személyes hit vagy meggyőződés sem követelheti a társadalom irányításának jogát. Ez egyrészt Hobbes szigorú logikai kalkulációk szerint felépített szerződéselméletének eredménye, mely a törvények elsődlegességét hirdeti a morállal szemben. Másrészt olyan gyakorlati konklúziókra épül, melyek szerint a szuverén cselekedeteinek társadalmi felülbírása ellentmond a békés együttélésnek, a pluralizmusból adódó konfliktusok miatt újra hadiállapotban találjuk magunkat.
A törvényes keretek között mozgó kormányzat nem terjedhet ki a társadalom életének valamennyi szférájára (már csak azért sem, mert minden élethelyzet törvényi szabályozása gyakorlatilag képtelenség). Ezért az alattvalók szabadsága valamennyi szférára kiterjed, melyekről a szuverén törvényben nem rendelkezett: „Ezek közé tartozik például az adásvétel, lakhely, a táplálkozási mód, a foglalkozás, a gyerekek megfelelő neveltetése megválasztásának szabadsága és más hasonlók.”

### John Locke (1632–1704)
Locke liberális szerződéselmélete, bár hordoz hasonló vonásokat Hobbes elképzeléseivel, egészen más alapfeltevésekből indul ki, és más végkövetkeztetésekre jut. A társadalmi szerződés témájához kapcsolódó legfontosabb munkája az 1689-ben, név nélkül publikált Második értekezés a polgári kormányzatról című tanulmány.
Locke gondolatmenetében a természeti állapot – a tökéletes szabadság és egyenlőség állapota – korántsem tűnik olyan riasztónak, mint a Hobbes által hadiállapotként leírt eredeti helyzet. Lényeges különbség kettejük kiinduló premisszáiban, hogy Locke-nál a természeti törvény nem csupán az élethez való jogot foglalja magába, hanem kollektív vonzata is van: „... mivel hasonló képességeket kaptunk, s valamennyien a természetnek egyazon közösségén osztozunk, nem tételezhető fel közöttünk semmiféle alárendeltség, mely felhatalmazna minket egymás elpusztítására. Ahogyan mindenki köteles megvédeni önmagát, meg kell védeni amennyire csak tudja, a többi embert is, ha ezzel nem kockáztatja saját megmaradását.” A hadiállapottal ellentétben, ahol az igazságosság, méltányosság, szerénység, megbocsátás természeti törvényei nem kényszerítenek, Locke elképzelése szerint a természeti törvény a gyakorlatban szankcionáló erőt jelent, azaz mindenki számára – individuális és nem kollektív értelemben – biztosított az önvédelem és a büntetés joga.
Azonban a bizonytalanság és kiszámíthatatlanság a Locke által felvázolt természeti állapotban is bekövetkezik.
De nem a közösségen belüli viszály és háborúskodás, hanem sokkal inkább a közösséget fenyegető külső támadás veszélye az, ami együttműködésre motivál a biztonság, a tulajdon védelme érdekében. A szerződés révén megszülető politikai társadalom Locke számára nem jelenti a természeti állapot teljes ellentétét. Hobbes esetében, a hadiállapotként felfogott természeti állapotot egyértelműen meg kell szüntetni (bár a politikai közösség megszületésekor is fenyegető „árnyékként” van jelen a társadalom hátterében, mint ami bármikor bekövetkezhet, ha a szuverén hatalma nem érvényesül megfelelően). Locke gondolatmenete szerint a politikai társadalom és a társadalmi szerződés célja nem a természeti állapot megsemmisítése, hanem pozitív jegyeinek, mint a szabadság és egyenlőség magasabb fokú biztosítása egy még jobb társadalmi együttélés érdekében.
A kormányzat hatalmát a biztonság garantálása és a kormányzatba vetett bizalom legitimálja. Amennyiben a kormányzat „a beléje vetett bizalommal ellentétesen működik” a polgároknak jogukban áll aktív engedetlenséget gyakorolni a kormányzattal szemben. A kötelesség és engedetlenség, a társadalmi biztonság és a kormányzat megváltoztatásának lehetősége nem zárja ki egymást Locke rendszerében. Locke különbséget tesz a kormányzat és a társadalom felbomlása között, a kormányzat felbomlása nem vezet szükségszerűen a politikai társulás felbomlásához (a társadalom feloszlása azonban minden esetben a kormányzat megszűnését vonja maga után). A változtatás jogának fenntartásával Locke bevonja a társadalmi rendszerbe az igazságosság társadalmi legitimációját, azaz a polgároknak jogában áll a kormányzat cselekedeteit elbírálni. Az egyének abszolút szabadsága elvész a szerződéskötéssel, hogy helyét a törvények garantálta társadalmi szabadság vegye át. A törvényhozást szabályozó korlát a közjó és a tulajdon védelme: egyetlen olyan törvény sem fogadható el, ami ennek ellentmond.
Az abszolút monarchiák ellen érvelő Locke szerint nem a pluralizmus, hanem az elnyomás a társadalmi béke legnagyobb veszélyeztetője. Az önkényes visszaélések miatt hamarabb ragadnak fegyvert az emberek, mint egy csetlő-botló kormányzat miatt. A zsarnokság uralma erőszak, az erőszaknak való engedelmeskedés nem béke. A teljhatalom csak törvénytelen lehet, s mint ilyen a közjó megsértője, vagyis az első számú lázadó.
Locke megkérdőjelezi a kormányzat „halandó istenének” kompetenciáját. „A monarchiák is emberek” mondja, és ha egy élhetetlen természeti állapotból indulunk ki, semmilyen garanciánk nincs arra, hogy az a személy vagy csoport, akire a hatalmat szerződés által átruházzuk másként járna el, mint a vágyaik által irányított emberek a hadiállapotban. „Mert aki azt képzeli, hogy a korlátlan hatalom megtisztítja az emberek vérét, és megszünteti az emberi természet alantasságát, az olvassa csak el a mi korunknak vagy bármely más kornak a történelmét, és rögtön meg fog győződni az ellenkezőjéről”. Ha már választani kell a természeti állapot bizonytalansága, vagy egy esetleg zsarnokivá váló kormányzat között Locke inkább az előbbit választaná, ellentétben Hobbes kalkulációival, melyek szerint bár a korlátlan hatalomnak lehetnek rossz következményei, de ez a rossz a természeti (értsd.: hadi-) állapotnál csak jobb lehet.

### Jean-Jacques Rousseau (1712–1778)
„A társadalmi rend szent jog, amely minden más jog alapjául szolgál. Ugyanakkor azonban ez a jog egyáltalán nem a természettől származik, következésképpen megállapodásokon alapul. A feladat megtudni, melyek ezek a megállapodások.” Rousseau-nak ez az álláspontja szakítást jelent a klasszikus természetjogi tradícióval szemben. Nem az emberi természet öröktől fogva adott és megváltoztathatatlan adottságaihoz akarja szabni a társadalom szerkezetét, mert szerinte a társadalmi rend megváltoztatja az emberek természetes adottságait.
Rousseau szerint az ember csak a törvényes hatalomnak tartozik engedelmességgel, s ez a törvényes hatalom csak megállapodásokon alapulhat. A megállapodás azonban nem szülhet rabszolgaságot, nem foglalhatja magába a lemondást az emberi szabadságról, mert az ellentmond az emberi mivoltunknak, egyenlő az emberi jogokról és kötelességekről való lemondással, s nem utolsósorban: „Semmis és önmagának mond ellent az az egyezmény, mely egyfelől korlátlan hatalmat, másfelől feltétlen engedelmességet ír elő.” Rousseau szerint lényeges különbség van egy társadalom kormányzása és egy nép leigázása között, mert utóbbi esetben nem jön létre társulás, nem beszélhetünk sem közjóról, sem államról.
A törvényes hatalom meghatározásakor vissza kell mennünk valamilyen eredeti megállapodásig, amely egy társadalom valóságos alapját képezheti. Rousseau a társadalom létrehozásának olyan formáját keresi, „amely közös erejével védi és oltalmazza minden tagjának személyét és vagyonát, s amelyben minden ember, ha egyesül is a többiekkel, mégiscsak önmagának engedelmeskedik, s ugyanolyan szabad marad, mint azelőtt”.
Rousseau szerződéselméletét szokás kettős szerződés elméletként meghatározni, mert beiktat egy ún. „előzetes megállapodást” elméletébe, amelynek funkciója, hogy általa a nép néppé válik, megszületik az általános akarat. Ezek után a társadalmi szerződés megkötése azt jelenti, hogy a társadalom minden tagja egyenlő feltételekkel, valamennyi jogával együtt, a „közösségnek szentelve magát” vesz részt a társulásban, „mindegyikünk alárendeli személyét és minden képességét a közakarat legfelsőbb hatóságának és minden egyes tagot testületileg az összesség elválaszthatatlan részének fogadunk be”.
A magát a közösségi akaratnak alávető egyén éppolyan szabad marad, mint a társulás előtt, mi több, valójában az ember erkölcsi szabadságát csak a társadalmi szerződés teremtheti meg, mert ez már nem azonos a természettől szabadnak született ember puszta függetlenségében, fizikai különállóságában megnyilvánuló szabadságával. A társulás révén valamennyi egyén a közösségnek rendeli alá magát, de mivel mindenki feltétel nélkül mond le jogairól és különállásáról, így valamennyien egyenlő körülmények közé kerülnek, az egyének mintegy „önmagukkal szerződnek”.
A társadalmi szerződéssel megszülető polgári állapotban az ember „elveszti ugyan természeti szabadságát és korlátlan jogát mindenre, ami őt csábítja és amit elérhet” cserébe viszont jogot szerez tulajdona fölött. Az ember csak a polgári állapotban nyerheti el erkölcsi szabadságát, csak így válik önmaga urává azáltal, hogy a saját maga által hozott törvényeknek engedelmeskedik.
Ugyanakkor ez egy igen súlyos következményt is ró az állampolgárra: „ha bárki megtagadná az engedelmességet a közakaratnak, akkor az egész közület rákényszeríthetné erre; ez nem jelent mást, mint hogy kényszeríthetik, hogy szabad legyen”. Rousseau számára a szabadság a társadalom valamennyi tagjával szembeni egyenjogúságot, az általános akaratot kifejező főhatalomban való egyenlő részvételt jelenti, de „nem jelenti – nem jelentheti – a közösség érdekével ellentétes egyéni érdekérvényesítés szabadságát, a közjóval nem konform nézetek szabadságát, a közösségtől való elfordulást jelentő életformák elfogadását”. A társadalmi szerződéssel létrejött „közösségi én” magánvéleménye által szembekerülve a közösség érdekével már nem szabad többé, mert az igazi szabadságot a kötelességét teljesítő közösségi én számára a közösséggel való társulás biztosítja, ezért kényszeríteni lehet arra, hogy kövesse a közösségi érdekkel való azonosulás morális parancsát.
A főhatalom, amennyiben az általános akarat kifejeződése egyetemes és kényszerítő erővel bír. Amikor az állampolgár a közösséggel szembeni kötelességeit teljesíti, valójában önmagáért munkálkodik, mert „senki sincs, aki ne gondolna önmagára, amikor az összességre szavaz” A társulással és a társadalmi szerződéssel az állampolgárok egyenlőkké válnak: ugyanolyan feltételek érvényesek rájuk a szerződéskötéskor, ugyanolyan kötelességeket ró rájuk a közakarat és egyazon jogokat élvezik – a főhatalom nem tehet különbséget az állampolgárok között. A társadalmi szerződés létrejöttével a törvények mindenkire egyformán vonatkoznak, ugyanakkor senki sem válik mások alárendeltjévé a törvény előtt. Ahhoz, hogy ez az elv teljesüljön, a főhatalmat csak a nép gyakorolhatja: ezáltal biztosított, hogy a főhatalomban mindenki részesedik.
Rousseau tehát a főhatalom helyes működését csak közvetlen demokrácia útján tartotta elképzelhetőnek (mert a főhatalmat, mint kollektív lényt csak önmaga képviselheti, nem átruházható). Rousseau a hatalom megosztásának gondolatát hibának tekintette, a főhatalmat oszthatatlanként és elidegeníthetetlenként határozta meg. Mivel a főhatalomnak mindig a köz érdekét szem előtt tartva kell cselekednie és döntést hoznia, s csak a főhatalom hivatott annak eldöntésére, hogy mi szolgálja a közösség érdekét (hiszen az általános akarat mindig az igazság és a közösség pártján áll, s megengedhetetlen, hogy a közérdekek helyébe valamely magánérdek kerüljön), ezért Rousseaut az utókor a totalitarizmus alapjainak lefektetőjeként értékelte.

## A szerződéselméletek kritikája: David Hume
Sokan Hume-ot tartják a szerződéselméletekkel szembeni első átfogó kritika megalkotójának. Visszautasította azt a gondolatot, hogy a társadalmi szerződés feltétlenül szükséges egy legitim politikai hatalom működéséhez. Hume szerint az aktuálisan létező kormányzatok történetében nehezen találnánk társadalmi szerződést, sőt, a ma létező kormányzatok eredetileg hódítás vagy birtoklás révén alapozták meg hatalmukat, s nem pedig a polgárok önkéntes beleegyezése révén: „Ellenkezőleg, mindenütt fejedelmeket látunk, akik alattvalóikkal tulajdonukként bánnak, és szuverenitásuk független jogát hódítással vagy örökléssel tartják fenn. Mindenütt látjuk az alattvalókat is, akik elismerik fejedelmeik e jogát. és fölteszik, hogy egy adott uralkodónak való engedelmesség kötelezettségével születnek, amint ez a szülők iránti kötelesség és tisztelet kötelékére igaz.” – írja Hume, s még hozzáteszi: „Az engedelmesség és alávetettség olyan megszokottá vált, hogy a legtöbb ember soha nem is firtatja ezek eredetét vagy okát, éppoly természetesnek tekinti, mint a gravitáció vagy közegellenállás törvényét vagy bármely más természeti törvényt.”. Hume nem tagadja, hogy a nép beleegyezése a kormányzat legitim alapja lehet, de azzal nem ért egyet, hogy valamennyi kormányzatot erre alapoztak volna, s ezért a kormányzat más alapjait is el kell fogadnunk. Mi alapozhatja meg akkor a hatalomnak való engedelmességet? Hume szerint az, hogy a kormányzat iránti engedelmesség nélkül „a társadalom nem maradhat fenn”.
A társadalom Hume szerint az egyetlen eszköz az ember számára, amellyel kompenzálhatja természettől kapott gyengeségeit, az összefogás mindenki számára előnyös, „fokozza erőnket, képességeinket és biztonságunkat”. A társulás első formája a család: az emberek kezdettől fogva társulásban nevelkednek, és felismerik az ebből származó előnyöket. Hume szerint az ember már kezdetektől fogva társas lény, ezért hevesen érvel a szerződéselméletekben foglalt természeti állapot ellen, melyet puszta fikciónak tekinti, hasonlónak a költők által megénekelt aranykorhoz.
Azonban bármennyire is előnyös és elkerülhetetlen számunkra ez a társulás, az emberi természet bizonyos adottságai, a vágyak és szenvedélyek ellentétben állnak a társulás megalkotásával. Ezért van szükség „mesterséges intézkedésekre”, amelyekkel a műveletlen emberi természet önzését és részrehajlását megzabolázzuk.
A társadalom számára leginkább a külső javak státusza okozhat zavart bizonytalanságuk, könnyű átruházhatóságuk miatt, ezért szükség van egy megállapodásra, amely mindenki számára megteremti a tulajdonlás biztonságos kereteit, azáltal, hogy „mindenkinek békésen élvezni engedik, amit jó szerencsére vagy iparkodása révén megszerzett magának. Így mindenki tudja, hogy mi az, amit biztosan birtokolhat és sikerül korlátozni a szenvedélyek részrehajló és egymásnak ellentmondó indíttatásait.” Ez a megállapodás alapozza meg az igazságosság és igazságtalanság a tulajdon, a jog és a kötelezettség fogalmait. Az igazságosság Hume szerint megállapodásokon alapszik, s „csupán abból ered, hogy egyrészt az emberek önzők és nem határtalanul nagylelkűek, másrészt a természet nem gondoskodik elég bőkezűen a szükségletekről. Nem a közérdek féltéséből, vagyis az erős és széles körre kiterjedő jóindulatból merítjük az első és eredeti indítékot az igazságosság szabályainak betartására, hiszen elismertük, hogy ha az emberek ilyen jóindulattal volnának megáldva, ezek a szabályok álmukban sem jutnának eszükbe.” Tehát az olyan fogalmak, mint igazságosság, jog, nem természetétől fogva adottak az ember számára, hanem mesterséges intézkedések révén, azaz megállapodás útján alakulnak ki.

## Kapcsolódó szócikk
- Kontraktualizmus